# Hans Christer Holund
Hans Christer Holund (* 25. Februar 1989 in Oslo) ist ein ehemaliger norwegischer Skilangläufer. Er wurde viermal Weltmeister und gewann bei Olympischen Winterspielen jeweils einmal die Silber sowie die Bronzemedaille.

## Werdegang
Holund wurde 2008 in Mals Juniorenweltmeister über 10 km in der klassischen Technik und gewann ein Jahr später bei den Juniorenweltmeisterschaften in Praz de Lys Sommand jeweils Bronze im Skiathlon und mit der Staffel. Am 8. März 2009 gab er in Lahti über 15 km Freistil sein Debüt im Weltcup, das er auf Rang 52 beendete. In der Saison 2012/13 belegte er den dritten Platz in der Gesamtwertung des Scandinavian Cups. Dabei erreichte er drei Podestplatzierungen darunter zwei Siege. Seine ersten Weltcuppunkte erzielte er im März 2013 beim 50-km-Freistil-Massenstartrennen in Oslo, wo er Platz 16 erreichte. Beim Weltcup in Rybinsk im Januar 2015 erreichte er sowohl über 15 km Freistil als auch zwei Tage später im Skiathlon Platz 11, womit er erstmals in die Top 15 bei Weltcuprennen vorstoßen konnte. Am 15. Februar 2015 beendete er das 15-km-Freistilrennen in Östersund auf Rang vier. Im Scandinavian Cup kam er zweimal auf den dritten und einmal auf den zweiten Platz. In Madona holte er über 15 km Freistil seinen dritten Sieg im Scandinavian Cup und gewann zum Saisonende die Gesamtwertung. Nach Platz neun bei der Nordic Opening in Ruka zu Beginn der Saison 2015/16, holte er in Lillehammer mit dem dritten Rang im Skiathlon seine erste Podestplatzierung im Weltcup und tags darauf mit der Staffel seinen ersten Weltcupsieg. Die Tour de Ski 2016 beendete er auf dem 15. Platz. Im Januar 2016 wurde er norwegischer Meister mit der Staffel. Im folgenden Monat kam er beim Weltcup in Lahti mit dem dritten Platz im Skiathlon erneut aufs Podium. Zum Saisonende errang er bei der Ski Tour Canada den achten Platz und erreichte den zehnten Platz im Gesamtweltcup und den siebten Rang im Distanzweltcup. Zu Beginn der Saison 2016/17 errang er 14. Platz bei der Weltcup Minitour in Lillehammer. Bei der Tour de Ski 2016/17 wurde er Neunter und lief bei der Abschlussetappe die drittschnellste Zeit. Im Februar 2017 belegte er beim Weltcup in Otepää den dritten Platz über 15 km klassisch und wurde in Lygna erneut norwegischer Meister mit der Staffel. Beim Saisonhöhepunkt den Nordischen Skiweltmeisterschaften 2017 in Lahti gelang ihn der zehnte Platz im 50-km-Massenstartrennen. Zum Saisonende kam er beim Weltcup-Finale in Québec auf den 15. Platz und erreichte den 12. Platz im Gesamtweltcup und den zehnten Rang im Distanzweltcup.
In der Saison 2017/18 errang Holund den neunten Platz beim Ruka Triple und den fünften Platz bei der Tour de Ski 2017/18. Bei der Abschlussetappe beim Ruka Triple lief er die drittschnellste Zeit und belegte beim Weltcup in Lillehammer den dritten Platz im Skiathlon. Beim Saisonhöhepunkt, den Olympischen Winterspielen 2018 in Pyeongchang, gewann er die Bronzemedaille im Skiathlon. Zudem wurde er dort über 15 km Freistil und im 50-km-Massenstartrennen jeweils Sechster. Zum Saisonende gelang ihn der sechste Platz beim Weltcupfinale in Falun. Dabei errang er den zweiten Platz bei der Schlussetappe und erreichte abschließend den sechsten Platz im Gesamtweltcup und den dritten Rang im Distanzweltcup. In der folgenden Saison lief er beim Lillehammer Triple auf den 13. Platz, bei der Tour de Ski 2018/19 auf den 12. Rang und beim Weltcupfinale in Québec auf den 14. Platz und erreichte damit den 17. Platz im Gesamtweltcup und den 12. Rang im Distanzweltcup. Zudem wurde er in Beitostølen und in Ulricehamn jeweils Dritter mit der Staffel. Anfang Februar 2019 wurde er in Meråker norwegischer Meister mit der Staffel und Dritter über 15 km klassisch. Bei den Nordischen Skiweltmeisterschaften 2019 in Seefeld in Tirol gewann er im 50-km-Massenstartrennen die Goldmedaille.
Zu Beginn der Saison 2019/20 siegte Holund im Verfolgungsrennen beim Ruka Triple, das er auf dem sechsten Platz beendete und belegte in Lillehammer den zweiten Platz im Skiathlon und den dritten Rang mit der Staffel. Bei der Skitour 2020 wurde er mit dem dritten Platz in der Verfolgung in Trondheim, Dritter. Zum Saisonende triumphierte er in Lahti mit der Staffel und errang den dritten Platz über 15 km klassisch und erreichte abschließend den siebten Platz im Gesamtweltcup und den fünften Rang im Distanzweltcup. Nach Platz vier beim Ruka Triple zu Beginn der folgenden Saison, gewann er bei den Nordischen Skiweltmeisterschaften in Oberstdorf die Bronzemedaille im Skiathlon und jeweils die Goldmedaille über 15 km Freistil und mit der Staffel. Zum Saisonende wurde er im Engadin in der Verfolgung Zweiter und errang damit den 14. Platz im Gesamtweltcup und den siebten Platz im Distanzweltcup. In der Saison 2021/22 errang er in Lillehammer den dritten Platz mit der Staffel sowie den zweiten Rang über 15 km Freistil und in Falun den dritten Platz in der Mixed-Staffel. Beim Saisonhöhepunkt, den Olympischen Winterspielen 2022 in Peking, gewann er die Silbermedaille mit der Staffel. Zudem lief er dort auf den 13. Platz im 50-km-Massenstartrennen und jeweils auf den vierten Rang im Skiathlon und über 15 km klassisch. Die Saison beendete er auf dem 21. Platz im Gesamtweltcup. Zudem wurde er norwegischer Meister mit der Staffel. In seiner letzten Saison als aktiver Sportler 2022/23 wurde er mit drei zweiten Plätzen und zwei dritten Plätzen, darunter Platz drei bei der Tour de Ski 2022/23, Sechster im Gesamtweltcup sowie Fünfter im Distanzweltcup. Bei den Nordischen Skiweltmeisterschaften 2023 in Planica gewann er die Bronzemedaille über 15 km Freistil und die Goldmedaille mit der Staffel.

## Erfolge

### Siege bei Weltcuprennen

#### Etappensiege bei Weltcuprennen
| Nr. | Datum             | Ort  | Disziplin                   | Rennen              |
| --- | ----------------- | ---- | --------------------------- | ------------------- |
| 1.  | 1. Dezember 2019  | Ruka | 15 km Verfolgung Freistil 1 | Nordic Opening 2019 |
| 2.  | 29. November 2020 | Ruka | 15 km Verfolgung Freistil 1 | Nordic Opening 2020 |

#### Weltcupsiege im Team
| Nr. | Datum            | Ort         | Disziplin            |
| --- | ---------------- | ----------- | -------------------- |
| 1.  | 6. Dezember 2015 | Lillehammer | 4 × 7,5 km Staffel 2 |
| 2.  | 1. März 2020     | Lahti       | 4 × 7,5 km Staffel 3 |

### Siege bei Continental-Cup-Rennen
| Nr. | Datum            | Ort    | Disziplin                       | Serie            |
| --- | ---------------- | ------ | ------------------------------- | ---------------- |
| 1.  | 6. Februar 2013  | Madona | 10 km klassisch Individualstart | Scandinavian Cup |
| 2.  | 22. Februar 2013 | Inari  | 15 km klassisch Individualstart | Scandinavian Cup |
| 3.  | 21. Februar 2015 | Madona | 15 km klassisch Individualstart | Scandinavian Cup |

## Teilnahmen an Weltmeisterschaften und Olympischen Winterspielen

### Olympische Spiele
- 2018 Pyeongchang: 3. Platz 30 km Skiathlon, 6. Platz 15 km Freistil, 6. Platz 50 km klassisch Massenstart
- 2022 Peking: 2. Platz Staffel, 4. Platz 30 km Skiathlon, 4. Platz 15 km klassisch, 13. Platz 50 km Freistil Massenstart

### Nordische Skiweltmeisterschaften
- 2017 Lahti: 10. Platz 50 km Freistil Massenstart
- 2019 Seefeld in Tirol: 1. Platz 50 km Freistil Massenstart
- 2021 Oberstdorf: 1. Platz Staffel, 1. Platz 15 km Freistil, 3. Platz 30 km Skiathlon, 4. Platz 50 km klassisch Massenstart
- 2023 Planica: 1. Platz Staffel, 3. Platz 15 km Freistil

## Statistik

### Weltcup-Platzierungen
Die Tabelle zeigt die erreichten Platzierungen im Einzelnen.
- 1.–3. Platz: Anzahl der Podiumsplatzierungen
- Top 10: Anzahl der Platzierungen unter den ersten zehn
- Punkteränge: Anzahl der Platzierungen innerhalb der Punkteränge
- Starts: Anzahl gelaufener Rennen in der jeweiligen Disziplin
- Hinweis: Bei den Distanzrennen erfolgt die Einordnung gemäß FIS.

| Platzierung         | Distanzrennen a | Distanzrennen a | Distanzrennen a | Distanzrennen a | Distanzrennen a | Skiathlon Verfolgung | Sprint | Etappen- rennen b | Gesamt | Team   | Team    |
| Platzierung         | ≤ 5 km          | ≤ 10 km         | ≤ 15 km         | ≤ 30 km         | > 30 km         | Skiathlon Verfolgung | Sprint | Etappen- rennen b | Gesamt | Sprint | Staffel |
| ------------------- | --------------- | --------------- | --------------- | --------------- | --------------- | -------------------- | ------ | ----------------- | ------ | ------ | ------- |
| 1. Platz            |                 |                 |                 |                 |                 | 2                    |        |                   | 2      |        | 2       |
| 2. Platz            |                 | 1               | 1               | 1               | 1               | 3                    |        |                   | 7      |        |         |
| 3. Platz            |                 | 1               | 2               |                 |                 | 6                    |        | 2                 | 11     |        | 5       |
| Top 10              |                 | 8               | 28              | 5               | 6               | 23                   |        | 10                | 80     |        | 8       |
| Punkteränge         |                 | 13              | 43              | 8               | 10              | 32                   | 4      | 16                | 126    |        | 8       |
| Starts              |                 | 13              | 51              | 8               | 12              | 36                   | 25     | 16                | 161    |        | 8       |
| Stand: Karriereende |                 |                 |                 |                 |                 |                      |        |                   |        |        |         |

### Weltcup-Wertungen
| Saison  | Gesamt | Gesamt | Distanz | Distanz | Sprint | Sprint |
| Saison  | Punkte | Platz  | Punkte  | Platz   | Punkte | Platz  |
| ------- | ------ | ------ | ------- | ------- | ------ | ------ |
| 2012/13 | 15     | 130.   | 15      | 84.     | -      | -      |
| 2013/14 | -      | -      | -       | -       | -      | -      |
| 2014/15 | 158    | 43.    | 158     | 28.     | -      | -      |
| 2015/16 | 834    | 10.    | 572     | 7.      | 12     | 77.    |
| 2016/17 | 593    | 12.    | 409     | 10.     | -      | -      |
| 2017/18 | 917    | 6.     | 599     | 3.      | -      | -      |
| 2018/19 | 477    | 17.    | 313     | 12.     | -      | -      |
| 2019/20 | 954    | 7.     | 694     | 5.      | -      | -      |
| 2020/21 | 418    | 14.    | 318     | 7.      | -      | -      |
| 2021/22 | 291    | 21.    | 291     | 10.     | -      | -      |
| 2022/23 | 1218   | 6.     | 948     | 5.      | -      | -      |